# Хантили I
Хантили I (Хантилис I) — царь Хеттского царства, правил приблизительно в 1594 — 1560 годах до н. э. Со времени его правления начинается период смут, приведший Древнехеттское царство к упадку.

## Дворцовый переворот
Хантили занимал должность чашника и был женат на сестре Мурсили I Харапсили. Следовательно, судя по всему, он был одного возраста со своим предшественником на троне. Спустя год или два после возвращения Мурсили I из похода на Вавилон, Хантили, побуждаемый собственным зятем Цидантой, организовал заговор против Мурсили. В результате Мурсили был убит, и на трон взошёл Хантили I. Вот как этот дворцовый переворот описывается в «Указе Телепину»:

 «А Хантили был чашником, и сестра Мурсили, Харапсили, была его женой. …И Циданта сговорился с Хантили, и они совершили злое дело и убили Мурсили. Они пролили кровь. И Хантили устрашился…».— «Указ Телепину»
Те части этого ценного источника, которые освещают период после убийства Мурсили I, к сожалению, повреждены, что не позволяет восстановить связную картину событий. Автор «Указа Телепину» далёк от объективного освещения истории Хантили, скорее он стремиться подчеркнуть, насколько ужасным и нечестивым было кровопролитие, учинённое тем совместно с зятем Цидантой. В «Указе Телепину» даже не говорится, что Хантили I стал царём. Из этого некоторые исследователи делают вывод, что Хантили I не принимал царского титула, а действовал как регент вместо своего сына Кассени (раньше это имя читалось как Писени). Однако едва ли принятие царского титула Хантили I подлежит сомнению в свете того, что жена последнего названа царицей. Кроме того, фраза в указе Телепину, относящаяся к его последним годам — «когда Хантили состарился и собирался стать Богом», — является стандартным выражением, которое использовалось только для описания смерти царя.

## Вторжение хурритских племён
Хантили пытался поддержать власть хеттов в Северной Сирии, совершил успешный поход туда и покорил царства Аштату, Хурпану и Каркемиш. Поход Хантили на город Тегараму (современный Гюрюн, в бассейне реки Тохма) вызвал новое вторжение хурритских племён в Малую Азию.

 «…Хурриты с конным войском своим пришли. Враг вошёл в страну Хатти. Враг по стране разгуливал свободно».— «Указ Телепину»
В тексте плохой сохранности говорится, что город Хатра, город Сукция (видимо, то же, что Шукси, упоминаемый также и в угаритских текстах, ныне Телль-Сукас на берегу Средиземного моря, южнее Угарита) и другие города, названий которых не сохранилось, призвали на помощь хурритов, те переправились через какую-то реку (возможно, это река Пуруна) и поставили под угрозу крупные пункты Киццувадны Харруму (Хурму) и Лухуццантию (позднее Лаваццантия). Как следует из дальнейшего текста, под Лухуццантией, по всей вероятности, хурриты были разбиты, а под Харрумой в лагере хурритов вспыхнула эпидемия чумы, он которой умерло несколько военачальников; из выражения: «боги Харруму защитили» можно сделать вывод, что хурриты отступили и от этого города. В ходе вторжения хурритов из дворца была похищена царица Харапсили со всеми её сыновьями, кроме Кассени. Все они были увезены в Сукцию и там, видимо, убиты.

«Царицу Харапсили же вместе с её сыновьями увели в город Суккацию. Царица Харапсили заболела. …И сказал так: „Царица в городе Суккации пусть умрет!“ И её схватили и вместе с её сыновьями убили. Тех, кто их убил, всех вместе собрали с людьми их рода, и их увели в город Тагалаху и загнали в кустарник».— «Указ Телепину»
Но, как кажется, хурриты не достигли самой столицы, где по всей вероятности находилась Харапсили с царевичами. Видимо, нашествие хурритов было использовано оппозицией внутри царского рода, не без помощи которой хурриты увели в Сукцию царицу с сыновьями. Одним из представителей этой оппозиции был, видимо, некий «сын дворца» Илалиума, часто упоминаемый в текстах в связи с рассказом о похищении царицы. Впоследствии Хантили удалось найти и расправиться, видимо, именно с этой оппозицией. Не исключено, что оппозицию ещё тогда вдохновлял Циданта I, впоследствии захвативший престол.

## Нападение племён касков
Благодаря случайным упоминаниям в документах более позднего времени, становится известно, что при Хантили I хетты терпели неудачи на северных рубежах. Племена касков, живущих на севере Малой Азии, пришли в движение и стали наступать на Хеттское царство. Так каски захватили и разорили священный город Нерик, после чего он прибывал в запустении пять веков. Город Тилиура, превратившийся в удалённый аванпост на севере, также в конце концов пал жертвой захватчиков, хотя Хантили и не дал каскам перейти реку Кумесмаха (возможно современный Чекерек). Таким было первое задокументированное появление касков на арене хеттской истории. Именно в это время они, по-видимому, навсегда отрезали хеттов от Чёрного моря, и прежнее утверждение древнехеттских царей об их владычестве от моря до моря в новохеттских текстах не повторяется. Их присутствие представляло в дальнейшем постоянную угрозу для коренных областей Хатти.
Давление касков с севера и хурритов с востока вынудило Хантили срочно укреплять хеттские города. В одном фрагментарно сохранившемся тексте он похваляется, что первым возвёл в Хатти укреплённые города, в том числе «отстроил», то есть обнёс укреплениями Хаттусу.

## Заговор Циданты
Далее в указе Телепину говорится, что когда Хантили состарился и находился уже при смерти (а значит его правление было довольно длительным), его зять Циданта I, раньше вместе с ним убивший Мурсили I, теперь снова организовал заговор и убил сына Хантили I Кассени (Писсеини) вместе с сыновьями последнего, а также убил его первейших слуг и захватил престол.
| Древнее царство           |                                      |                     |
| Предшественник: Мурсили I | царь хеттов ок. 1594 — 1560 до н. э. | Преемник: Циданта I |